# Andreas Bäckman
Andreas Bäckman, född 29 augusti 1995, är en svensk racerförare som tävlar för Luleå Motorsällskap. Bäckman tävlar 2019 i TCR Europe för Target Competition i en Hyundai i30 N TCR. Han är bror till Jessica Bäckman.

## Racingkarriär
Bäckman, som är uppvuxen i Boden, tävlade under 2018 i STCC och TCR UK  för WestCoast Racing i en Volkswagen Golf GTI TCR. Bäckman körde 2017 i Rallycross för teamet Olsbergs MSE i klassen RX2 International Series, som är en supportklass till Rallycross-VM. Bäckman körde Karting i klassen KZ1 för teamet Kosmic Racing Department 2016.  2015 blev han historisk då han som bäste svensk genom tiderna placerade sig på en andra plats i världsfinalen (VM för Rotax). 

## Resultat
2018
- Pole position och vinst vid TCR UK deltävling 6, Croft (England)
- Sex pallplatser och två snabbaste varv i TCR UK
- Vinst vid STCC deltävling 2, Anderstorp (Junior-SM)
- 2:a Göteborgs Stora Pris (Karting) klass KZ2

2017
- Vinnare av första deltävlingen av det italienska rallycross mästerskapet (TRX) i Maggiora, Italien
- 4:a i #HöljesRX (World RX of Sweden) och snabbaste varv i finalen
- Vinnare av utmärkelsen RX2 Most Improved Driver Award under 2017

2016
- 1:a Rotax International Open Champion, Rotax DD2

2015
- 1:a Norrlandscupen, KZ2
- 1:a Rotax International Open Champion, Rotax DD2
- 2:a Världsfinalen (VM), Rotax DD2
- 4:a SM, KZ2

2014
- 1:a sista deltävlingen av Rotax Euro Challenge, Rotax DD2
- 3:a totalt Rotax Euro Challenge, Rotax DD2
- 3:a Svenska Mästerskapet, KZ2
- 1:a sista deltävlingen av Belgiska Mästerskapet, Rotax DD2

2013
- 1:a Svenska Mästerskapet, KF2
- 3:a totalt Belgiska Mästerskapet, Rotax DD2
- 2:a andra deltävlingen av Belgiska Mästerskapet, Rotax DD2
- 3:a tredje deltävlingen av Rotax Euro Challenge, Rotax DD2

2012
- 14:e i debuttävlingen i Rotax DD2 i Världsfinalen, Rotax DD2
- 4:a totalt i Rotax Max Challenge Sverige, Rotax Max

2011
- 1:a Tom Trana Trophy (Göteborg), Rotax Max

2010
- 1:a Distriktsmästerskapet, Rotax Max
- 3:a i deltävling av Estniska Mästerskapet, Rotax Max Junior
- 3:a i deltävling av Estniska Mästerskapet, Rotax Max Junior

2009
- 4:a totalt i Mellansvenska Kart Racing Serien, Rotax Max Junior
- 9:a i Svenska Mästerskapet, KF3

2008
- 1:a Distriktsmästerskaps finalen, Raket Mini (första vinsten i karriären)
- 4:a i deltävling av Rotax Max Challenge Finland, Rotax Max Junior

2007
- 3:a i första deltävlingen i Norrlandscupen, Raket Micro (första pallplatsen i karriären)